# Rhipidomys
Genre
Rhipidomys est un genre de rongeurs de la famille des Cricétidés.

## Liste des espèces
- Rhipidomys austrinus Thomas, 1921
- Rhipidomys caucensis J. A. Allen, 1913
- Rhipidomys couesi (J. A. Allen and Chapman, 1893)
- Rhipidomys emiliae (J. A. Allen, 1916)
- Rhipidomys fulviventer Thomas, 1896
- Rhipidomys gardneri Patton, da Silva and Malcolm, 2000
- Rhipidomys latimanus (Tomes, 1860)
- Rhipidomys leucodactylus (Tschudi, 1844)
- Rhipidomys macconnelli de Winton, 1900
- Rhipidomys macrurus (Gervais, 1855)
- Rhipidomys mastacalis (Lund, 1840)
- Rhipidomys modicus Thomas, 1926
- Rhipidomys nitela Thomas, 1901
- Rhipidomys ochrogaster J. A. Allen, 1901
- Rhipidomys venezuelae Thomas, 1896
- Rhipidomys venustus Thomas, 1900
- Rhipidomys wetzeli Gardner, 1989